# Franklin County (Alabama)
Franklin County is een county in de Amerikaanse staat Alabama.
De county heeft een landoppervlakte van 1.646 km² en telt 31.223 inwoners (volkstelling 2000). De hoofdplaats is Russellville.

## Bevolkingsontwikkeling

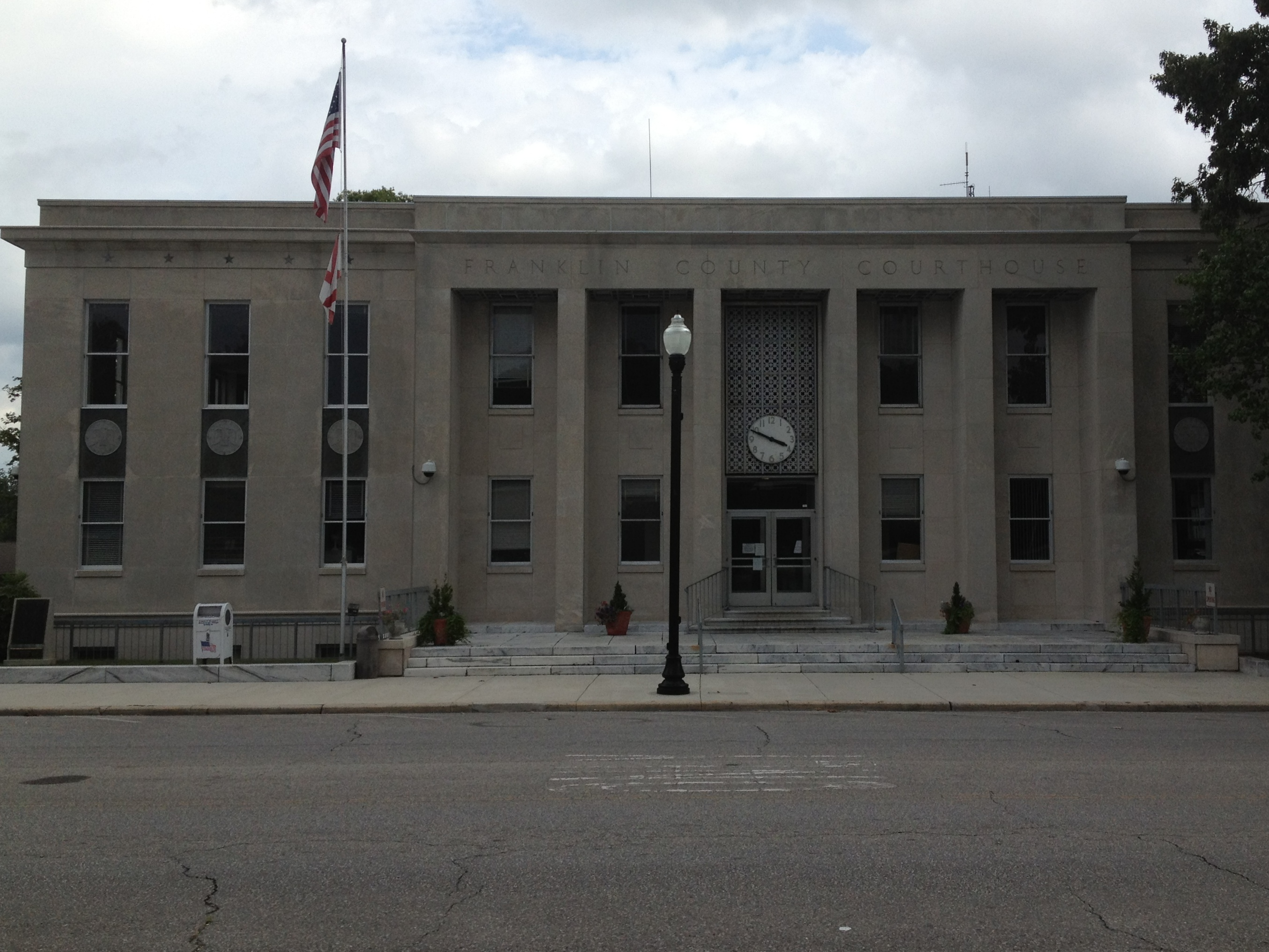
Franklin County Courthouse